# Séverine
Séverine, właśc. Josiane Grizeau (ur. 10 października 1948 w Paryżu) – francuska wokalistka.
W 1971 roku wzięła udział w Konkursie Piosenki Eurowizji, na którym reprezentowała Monako. Z piosenką „Un banc, un arbre, une rue” (którą napisali Jean-Pierre Bourtayre i Yves Dessca) wygrała konkurs. Utwór został nagrany także w wersji angielskiej („Chance In Time”), niemieckiej („Mach die Augen zu und wünsch dir einen Traum”) i włoskiej („Il posto”). W maju 1971 roku francuska wersja trafiła na 9. miejsce UK Singles Chart.
Séverine dwukrotnie próbowała ponownie wystąpić na eurowizyjnej scenie. Brała udział w niemieckich preselekcjach w 1975 i 1982 roku, ale nie udało jej się ich wygrać.

## Dyskografia
- "Un banc, un arbre, une rue"
- "Chance in Time"
- "Mach die Augen zu (und wünsch dir einen Traum)"
- "Il posto"
- "Vivre pour moi"
- "Ja der Eiffelturm"
- "Comme un appel"
- "J'ai besoin de soleil"
- "Olala L'Amour"
- "Là ou tu n'es pas"
- "Mon tendre amour"
- "Der Duft von Paris"
- "Il faut chanter la vie" (cover "Power To All Our Friends" Cliffa Richarda)
- "Vergessen heißt verloren sein"
- "Du bist für mich der größte Schatz"
- "Sieben Tränen" (cover"Seven Tears"Goombay Dance Band)